# Jean-Jacques Mirassou
Jean-Jacques Mirassou, né le 1er novembre 1952 à Toulouse (Haute-Garonne), est un homme politique français, membre du Parti socialiste.

## Biographie
De 1988 à 1993, il est suppléant du député de la quatrième circonscription de la Haute-Garonne, Robert Loïdi.
En 1994, il est battu par l'UDF Jean-Claude Paix lors d'une élection législative partielle dans la première circonscription de la Haute-Garonne, un an après avoir été battu au premier tour par Dominique Baudis à l'élection municipale de Toulouse.
Il est réélu en 2011 conseiller général du canton de Toulouse-7, où il avait été élu en 1998.
Il est élu sénateur de la Haute-Garonne lors des élections sénatoriales de 2008.
Il est également réélu en 2008 conseiller municipal de Toulouse, mandat dont il démissionne lors de son entrée au Sénat. Il ne se représente pas aux élections sénatoriales de septembre 2014.
En mars 2015, il est élu conseiller départemental du canton de Toulouse-9, aux côtés de Marie-Dominique Vezian (maire de Saint-Jean). Il est ensuite élu vice-président du conseil départemental chargé des Sports, de l'Éducation populaire et des Anciens Combattants.